# Prolesophanta nelsonensis
Prolesophanta nelsonensis är en snäckart som först beskrevs av Brazier 1871.  Prolesophanta nelsonensis ingår i släktet Prolesophanta och familjen Rhytididae. Inga underarter finns listade i Catalogue of Life.